# Tačikawa Ki-17
Tačikawa Ki-17 (japonsky 立川 キ１7 九五式三型練習機, Spojenecké kódové označení Cedar) byl japonský jednomotorový dvoumístný dvouplošník určený k elementárnímu výcviku z období II. světové války.

## Vznik a vývoj
První dva exempláře byly dodány v červenci 1935 a prošly zkouškami u letecké školy v lokalitě Kumagaya. První prototyp se odlišoval od dalších produkovaných strojů křidélky i na horním křídle a pohonnou jednotkou pod krytem Townend. Sériová výroba Ki-17 běžela do roku 1944, u vojenského letectva pak létaly pod označením Elementární cvičný letoun typu 95-3.

## Popis konstrukce
Ki-17 měl celokovovou kostru s příhradou trupu svařenou z ocelových trubek a s nosnými a ocasními plochami v kostře duralovými. Celek byl potažen plátnem, pouze příď plechy s větracími štěrbinami a s přístupovými panely k příslušenství motoru. Kabiny posádky zůstaly otevřené v tandemu s jednoduchými průhlednými štítky, řízení bylo zdvojené. Podvozek výrobce dodával s kapotovanými koly. Pohon zajišťoval hvězdicový vzduchem chlazený sedmiválec Gasuden Jimpu 6 o vzletovém výkonu 110 kW s nestavitelnou dvoulistou dřevěnou vrtulí o průměru 2400 mm.

## Nasazení
Letouny Ki-17 létaly u většiny pilotních škol, vyskytovaly se i u polovojenských civilních provozovatelů výcviku, u letek vysokých škol, nebo u tamní obdoby aeroklubů. Od roku 1940 se pak výhradně dostávaly k významným pilotním školám koku Hombu, například v lokalitách Hokota, Kumygaya, Mito, Tachiarai, Utsonomia, a k letecké akademii Koku Shikan Gakko. Výjimečně je používaly i operační bojové jednotky jako kurýrní.

## Specifikace

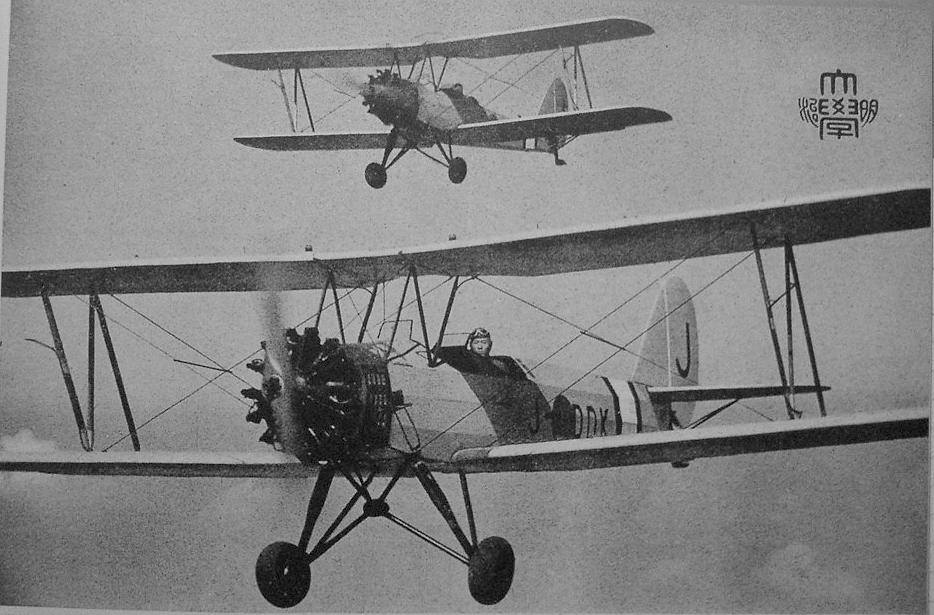
Tačikawa Ki-17

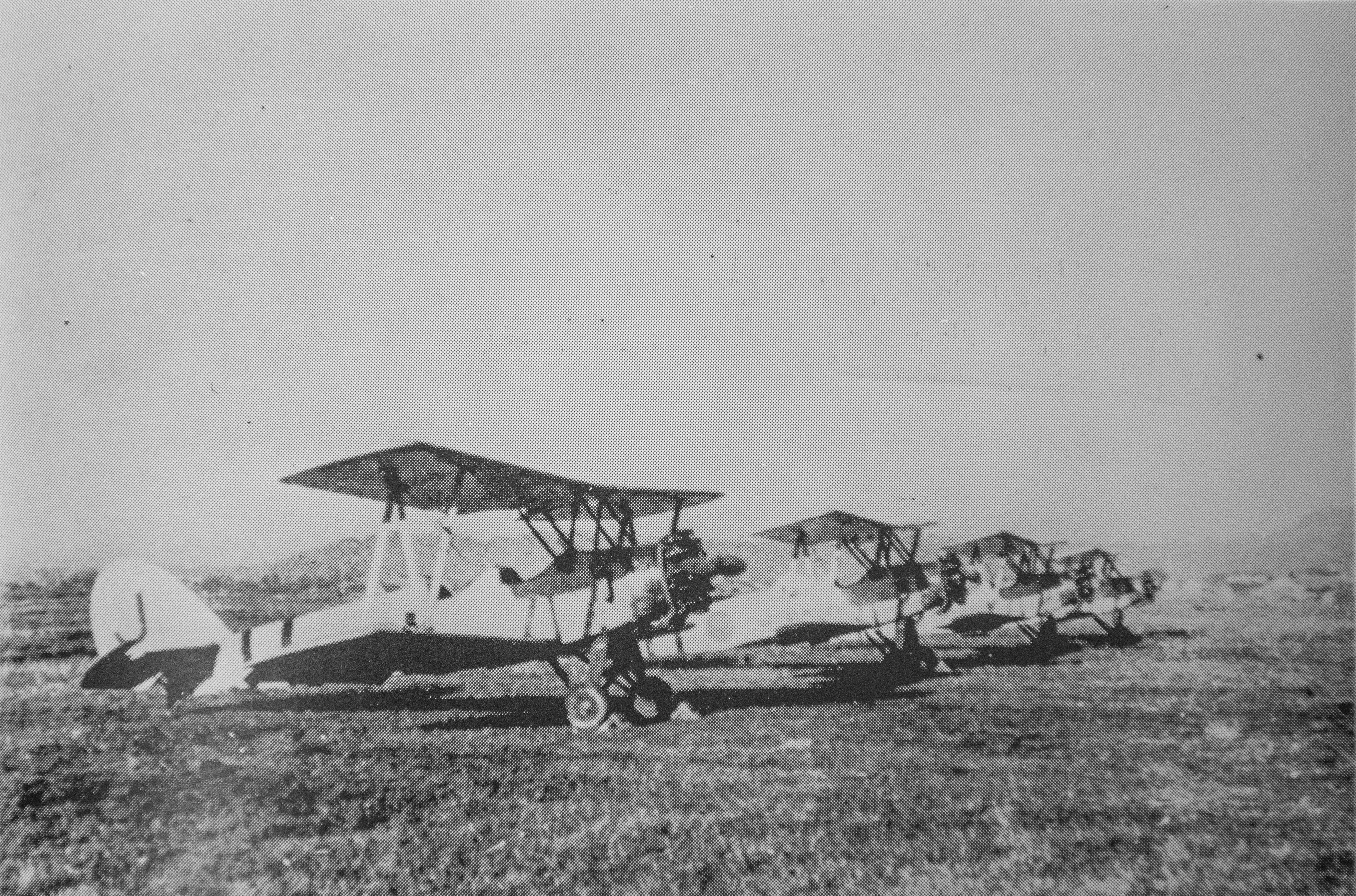
Tačikawa Ki-17

Údaje dle

### Technické údaje
- Osádka:
- Rozpětí: 9,85 m
- Délka: 7,80 m
- Výška: 2,95 m
- Nosná plocha: 26,20 m²
- Hmotnost prázdného letounu: 640 kg
- Vzletová hmotnost: 915 kg
- Pohonná jednotka:

### Výkony
- Max. rychlost u země: 175 km/h
- Cestovní rychlost: 140 km/h
- Min. rychlost: 80 km/h
- Výstup do 2000 m: 11 min
- Dostup: 4200 m
- Dolet: 500 km
- Vytrvalost: 3,55 h